# 東京マリン
東京マリン（とうきょうマリン）は、1972年から2001年まで東京都足立区に存在したウォーターパーク（プール）、およびそれを経営していた会社である。
としまえん、船の科学館シーサイドプールとともに東京23区を代表するプールだった。同名の海運会社があるが、資本関係はない。

## 概要
- 住所: 東京都足立区栗原3丁目
- 最寄り駅: 東武伊勢崎線西新井駅
- 敷地面積: 11000平方メートル

## 歴史
1970年代の足立区では河川の環境悪化により、子供達の水遊びが困難になっていた。これを憂慮した足立区長は、区内に20,000平方メートル以上の広大な土地を持つ地元の資産家だった川名康允に協力を依頼した。この依頼を契機に東京マリンを設立し、1972年にレジャープールを開業した。
当時は競合施設も少なく、2年目の1973年に開設した波の出るプールの人気も手伝い、1978年には24万人以上の入場者数を記録した。しかし1980年代に入ると公営プールや他のレジャー施設との競争が激しくなり、入場者数は減少し始めた。また、としまえん、東京サマーランドなど都内の競合施設は遊園地事業で通年の売上げを確保できたが、東京マリンには遊園地を展開できるほどの敷地の余裕がなかった。このためローラースケート場を設けたり、7・8月以外はプール部分を展示即売場として物販を行なうなどしたが、これら通年営業の範囲は限定的なものだった。
やがて入場者数は13万人程度まで低下したが、1986年に導入したスパイラルウォータースライダーを始め、1992年までに計5つの大型滑り台を設置した。この効果によって1990年には24万人まで入場者数が回復したものの、合計30億円にのぼる導入資金をまかなうために入場料の値上げを繰り返し、1991年には3,500円まで上がっている。これは当時の東京サマーランドの遊園地部分を含む入場料と同額であり、プールのみの料金としては高額であるという批判も生じた。
また、このような設備投資のために川名はメインバンクの日本債券信用銀行（現・あおぞら銀行）から土地を担保に借金を重ねた。その金利負担は重く、入場者増により売上高が10億円を突破した1991年1月期の決算でも経常利益は1,000万円にとどまっている。その一方で1989年からは経営多角化のためにフィットネスクラブを首都圏3か所に開いたが、赤字のため1996年に撤退した、敷地内のローラースケート場は1990年代にはゲームセンターになっている。
新施設の効果が薄れた1990年代後半には入場者数は10万人前後となり、所有する土地のすべてを銀行への担保としていた。2000年に進出したパチンコ店の設備費の支払いが滞ったことが最後の引き金となり、同年10月24日に東京マリンおよびグループの川名印刷、川名不動産は倒産。東京マリンの負債は69億4千万円、3社合計の負債は87億円に上った。
2001年4月20日に東武鉄道が不動産を買収し、同年6月30日からのシーズン営業を最後に9月9日をもって閉鎖・解体された。跡地は東武鉄道が開発主体となり、2003年2月に「東京アクアージュ」という大規模マンションが竣工している。

## 料金
2001年のもの。オープン日とクローズ日はお客さまサンクスデーとして料金は一律1000円となる。
- 正規料金

大人（中学生以上）3000円　中高生学割（学生証を提示した場合のみ）2500円　小人（小学生）2000円　幼児（3歳〜6歳）1000円
- サンセット料金

大人・中高生2000円　小人1000円　幼児500円
- 再来園割引

翌日以降の来園は一日券の半券を提示することで、各正規料金の二割引きとなる。
- 年の功割引

60歳代より年代割引が適用され、六割引き（1200円）となる。以降年齢が10歳上がる毎に割引額も一割ずつ上がり、100歳代以降は無料となる。

## 施設一覧
- 波プール
- 流れるプール
- 競泳プール

### ウォータースライダー
ブラックパニック
1997年6月に設置され、チューブ式ウォータースライダーとしてはいずれも当時世界一の高さ40 m、時速40 km/hであり、傾斜は45度だった。専用の2人乗り8の字型ゴムボートに乗って真っ暗なチューブを滑り降りる（途中で日光が見える区間もあった）。
フリーフォール・カミカゼ
高さ28 mから、長さ80 m、最大斜度60度の斜面を最高速度70 km/hで滑り降りるウォータースライダー。フジテレビで放送されていた『とんねるずのみなさんのおかげです』の1コーナー「カミカゼ野郎危機一髪」「仮面ノリダー」の罰ゲームやその他の番組の罰ゲームでも使用されていた。
フリーフォール・コブラ
滑り出しは緩いが、突き当たりで暗いチューブ内を180度ターンするスライダー。
ジェットスライダーX-1
地上30mからチューブの中を最高速度60 km/hで滑り降りるスライダー。
スパイラルスライダー
曲がりくねったコースを滑る初心者向けのスライダー。180 mと160 mの2レーン。
サーフヒル
マットに乗って3人同時に滑るスライダー。

## スイミングスクール
運営していたスイミングスクールなどは事前に別会社にしていたため、東京マリンという名前が残った。そのスタッフを引き継いだ会社「ティー・エム・エンタープライズ」が『東京マリンスイミングスクール』を経営し、現在同区の西新井・舎人・江北に開校した（江北校は現在フィットネスクラブのみ営業 - 2009年4月1日オープン）。このうち、西新井校は東京マリン跡地の近くにある。